# Cosmoconus meridionator
Cosmoconus meridionator (лат.) — вид наездников из семейства Ichneumonidae (подсемейство Tryphoninae).

## Распространение
Палеарктика: Европа (в том числе, Армения, Белоруссия, Латвия, Россия, Украина), Азия (Китай, Монголия).

## Описание
Передние крылья длиной 5—8 мм. Наездники, главным образом, чёрного цвета, средних размеров. Вершина клипеуса — красновато-коричневая; брюшко — частично красное (стерниты — жёлтые). Жгутики усика самок состоят из 28—32 сегментов (у самцов до 34). Паразитируют на пилильщиках рода Rogogaster (R. viridis, Tenthredinidae).